# Christine Crawley
Christine Mary Crawley, baronessa Crawley (ur. 9 stycznia 1950 w Wicklow) – brytyjska polityk i nauczycielka, posłanka do Parlamentu Europejskiego II, III i IV kadencji, par dożywotni.

## Życiorys
Kształciła się w szkole katolickiej dla dziewcząt w Birmingham, następnie studiowała w Digby Stuart College na University of Roehampton. Pracowała jako nauczycielka, prowadziła także lokalny teatr młodzieżowy. Zaangażowała się w działalność polityczną w ramach Partii Pracy, była z jej ramienia radną dystryktu South Oxfordshire. Pełniła również funkcję przewodniczącej doradczego ciała Women's National Commission. W 1983 bez powodzenia kandydowała do Izby Gmin.
Od 1984 do 1999 sprawowała mandat eurodeputowanej, wchodząc w skład frakcji socjalistycznej. Od 1984 była wiceprzewodniczącą, a następnie od 1989 do 1994 przewodniczącą Komisji ds. Kobiet.
W 1998 otrzymała tytuł baronessy i jako par dożywotni zasiadła w Izbie Lordów.